# Tillandsia trelawniensis
Tillandsia trelawniensis är en gräsväxtart som beskrevs av George Richardson Proctor. Tillandsia trelawniensis ingår i släktet Tillandsia och familjen Bromeliaceae. Inga underarter finns listade i Catalogue of Life.